# Blépharospasme
 Mise en garde médicale
Le blépharospasme (du grec ancien βλέφαρον / blépharon, paupière et σπασμός / spasmos, spasme) est un symptôme qui se manifeste par des contractions répétées et involontaires des muscles des paupières ce qui entraîne la fermeture des paupières de façon répétitive et incontrôlée. Par extension, ce terme définit aussi ce même phénomène lorsqu'il touche la région périorbitaire.

## Formes cliniques
- Forme bénigne, spontanément résolutive mais récidivante par périodes.
- Le syndrome de Meige (ou syndrome de Brueghel) qui est caractérisé par la présence de spasmes au niveau du muscle orbiculaire (blépharospasme), au niveau de la mandibule et des muscles du cou. C'est une maladie neurologique qui entre dans le cadre des dystonies faciales. Il est plus fréquent chez les femmes que chez les hommes et apparaît en général autour de l'âge de 60 ans.

## Causes
Les causes du blépharospasme sont multiples, il semble que les troubles du sommeil pourraient être l'une des principales origines du symptôme. 
Le stress est également évoqué comme à l'origine de crise de spasmophilie, incluant le blépharospasme.
À côté de ces cas bénins, dont les troubles régressent spontanément, même sans traitement, on doit signaler des causes plus rares, qui sont des complications de maladies : maladie de Wilson, Syndrome parkinsonien, spasme d'une hémiface, ou une névralgie du trijumeau.
Une kératite sévère et chronique provoquée par un Syndrome de Gougerot-Sjögren peut parfois, bien que rarement, en être à l'origine.
Si le trouble s'accompagne de larmoiement et de photophobie il s'agit de la triade classique du glaucome chez l'enfant, en outre cette pathologie peut aussi s'accompagner d'une hyperhémie conjonctivale, de buphtalmie, de flou cornéen et/ou de douleur oculaire. C'est une urgence ophtalmologique.
Une exposition au sulfure d'hydrogène (H2S) et selon le taux de concentration  et le temps de l'exposition engendre aussi ce type d'affection, elle disparait progressivement et ne laisse généralement pas de séquelles.

## Traitement
Une supplémentation en magnésium est souvent proposée, sans qu'on en connaisse le mode de fonctionnement.
Divers autres traitements peuvent être proposés : sédatifs légers (extraits de valériane, de millepertuis, d'aubépine…), myorelaxants, anxiolytiques, aspirine, voire abstention thérapeutique.
Les cas rebelles à ces thérapeutiques se verront proposer, si le trouble entraîne un handicap sévère, des injections de toxine botulique.
Dans les cas chroniques invalidants, comme dans le syndrome de Meige, et qui résistent au traitement médical on pourra poser l'indication d'une intervention chirurgicale (blépharoplastie ou tarsoplastie).
Il existe aussi une méthode mécanique utilisant un système appelé anti-ptosis. C'est un système de récupération du mouvement  palpébral permettant un fonctionnement normal de la paupière. Un ressort de rappel intégré au système permet de faire remonter la paupière supérieure autorisant ainsi le renouvellement lacrymal du porteur.
Dans le cas d'une dystonie avérée acquise, accompagnée d'une dystonie du larynx/pharynx provoquée par un syndrome parkinsonien, une rééquilibrage en dopamine sera nécessaire pour en diminuer la gravité, comme dans la maladie de Parkinson ou le Syndrome d'Ehlers-Danlos type hypermobile, avec des patients atteints de nombreuses dystonies, le blépharospasme pouvant être une dystonie parmi d'autres. 

## Errance médicale
Certaines personnes atteintes de blépharospasme expriment leur désarroi quant à la lenteur de la pose du diagnostic.